# Cyrtinus araguaensis
Cyrtinus araguaensis är en skalbaggsart som beskrevs av Henry Fuller Howden 1973. Cyrtinus araguaensis ingår i släktet Cyrtinus och familjen långhorningar.
Artens utbredningsområde är Venezuela. Inga underarter finns listade i Catalogue of Life.